# Recherche
Der Begriff Recherche (französisch recherche, ‚(Nach-)Forschung‘, ‚Suche‘, ‚Untersuchung‘), auch Investigation (lateinisch investigatio, ‚Aufspürung‘, ‚Erforschung‘) oder Research (englisch research ← von französisch recherche, s. o.), bezeichnet die gezielte, nicht beiläufige Suche nach Informationen.

## Wissenschaftliche Recherche
Während einer intensiven Auseinandersetzung ist es notwendig, sich mit bestimmten Themen und Bereichen des betroffenen Fachgebietes zu befassen. Vorteilhaft ist, dass man oftmals auf bereits bekanntes Vorwissen zurückgreifen kann, etwa aus besuchten Veranstaltungen und von vorhergegangenen Recherchen. Dieses Vorwissen ist entscheidend für die Wahl der Vorgehensweise und die Suche nach geeigneter Literatur.
Studenten greifen häufig auf Seminarpläne und Einführungen zurück. Darüber hinaus benutzen sie Datenbanken, die auch von Wissenschaftlern benutzt werden.
Um sich die wissenschaftlichen Grundlagen zu seinem Thema zu erschließen, ist es oft nötig, im größeren Rahmen Literatur heranzuziehen. Bei diesem Prozess der Recherche können nachfolgende Hinweise eine Hilfe sein.
Recherchieren im wissenschaftlichen Kontext wird folgendermaßen aufgefasst:
- nachforschen
- sich über etwas informieren, um Bescheid zu wissen
- sich etwas systematisch erschließen
- Hintergründe und Umstände kennenlernen
- sich ein Bild machen können.

### Prozess des Recherchierens
Der Prozess des Recherchierens lässt sich in Anlehnung an Landwehr wie folgt einteilen:
1. Phase – vor dem Recherchieren
  - detaillierte Problembeschreibung des Themas erstellen
  - gegebenenfalls Formulierung einer Recherchethese oder -frage
  - Gliederung, Ablaufplan
2. Phase – beim Recherchieren
  - neue Informationen permanent einbauen
  - Überprüfung der gewonnenen Informationen, Überarbeitung, ggf. Veränderungen oder
  - Neufassungen vornehmen
3. Phase – nach dem Recherchieren
  - Auswertung der Informationen
  - Zielfixierung und endgültige Problembestimmung bzw. -gewichtung
  - Aufstellen eines endgültigen Ablaufplans.

Die Literaturrecherche begleitet häufig die gesamte Arbeit, wobei die drei Phasen in jedem Zyklus wieder neu auftauchen. Neben einer Gliederung hat sich vielfach auch der Einsatz von Mind-Maps bewährt. Während es am Anfang primär darum geht, einen Bereich zu erschließen, wird in späten Stadien der Arbeit oft nachrecherchiert, um einzelne Positionen und Argumentationen zu präzisieren. Am Ende kommt manchmal eine Abschlussrecherche, um auszuschließen, dass etwas Wichtiges übersehen wurde. Wer recherchiert, kann verschiedene Lesestrategien nutzen, um Texte zu erschließen.

## Journalistische Recherche
Journalistische Recherche bezeichnet das eigenständige Beschaffen von Informationen im Gegensatz zum bloßen Verarbeiten von Pressemitteilungen, Agenturmaterial oder Pressekonferenzen.
Die journalistische Recherche sammelt möglichst vielfältige Informationen, die ein bestimmtes Thema aus unterschiedlichen und widerstreitenden Blickwinkeln beleuchten, um so eine ausgewogene Berichterstattung zu ermöglichen. Im Idealfall sollte jede Information, die in journalistische Arbeit einfließt, durch Recherche abgesichert werden. In der Praxis würde dies im Regelfall einen zu großen Aufwand bedeuten.
Journalistische Recherche benutzt viele Quellen: unter anderem Archive, Datenbanken, persönliche Gespräche (Interviews) mit Betroffenen, Fachleuten und Augenzeugen, offizielles Pressematerial, Anfragen bei Pressestellen, Anträge auf der Grundlage von Informationsfreiheitsgesetzen, Fachliteratur oder das Internet.
Die Recherche ist die Kür des Journalismus: Nur so erfahren die Menschen die Ereignisse, die ohne die Mühe des Journalisten niemals ans Licht gekommen wären. Keine journalistische Aufgabe ist schwieriger, aber auch so abhängig von Zufällen, vom Glück – und von einer detektivischen Kleinarbeit. Nur der Fleißige und Couragierte nimmt sie auf sich. (Wolf Schneider, Paul-Josef Raue: Handbuch des Journalismus.)
Im Allgemeinen wird heute kritisiert, aufgrund der wirtschaftlichen Engpässe seien Journalisten kaum noch in der Lage, ausreichend zu recherchieren. Pressemeldungen würden häufig unkritisch übernommen. Als Gegenbewegung wurde in Deutschland 2014 der Rechercheverbund NDR, WDR und Süddeutsche Zeitung gegründet. Auf europäischer Ebene gibt es seit 2016 die European Investigative Collaboration (EIC).

## Bibliotheksrecherche
Ein Großteil wissenschaftlicher Arbeit besteht darin, bereits Publiziertes zur Kenntnis zu nehmen, im sogenannten Literaturstudium. Literaturbestände und Bibliographien können über die Online-Präsenz der Bibliotheken, also über Bibliothekskataloge, erfragt werden. Bibliothekslisten bieten hierbei eine wichtige Hilfe, weil man so eine Bibliothek direkt nach Literaturbeständen abfragen kann. Das wichtigste Portal dafür ist der Karlsruher Virtuelle Katalog (KVK), mit dem auch international in Bibliotheksbeständen recherchiert werden kann. Mittels Ergebnissen einer KVK-Suche kann man sich eine erste Einschätzung dazu verschaffen, wie aussichtsreich eine Fernleihe ist.
Um als Personal in wissenschaftlichen Bibliotheken auf dem aktuellen Stand zu bleiben, muss man sich laufend über das zur Verfügung stehende Portfolio an Suchdiensten informieren, die Änderungen der jeweiligen Lizenzlage der Suchdienste in Bezug auf die einzelne Bibliothek beachten und sich andererseits des aktuell als notwendig eingeschätzten Kanons vergewissern.

## Recherche im Internet

### Qualität von Online-Dokumenten
Jeder kann alles im World Wide Web veröffentlichen, eine Qualitätssicherung ist kaum vorhanden. Es existieren Webseiten mit skurrilen Berichten, mit Beiträgen zu Außerirdischen, mit allgemeiner Paranoia, Urban Legends sowie mit kriminellen Inhalten. Abgesehen von solchen außergewöhnlichen Beispielen: Private Webseiten enthalten selten alle Angaben, die wünschenswert sind, um ihre inhaltliche Zuverlässigkeit nach den Kriterien wissenschaftlicher Publikationen zu überprüfen, denn die meisten privaten Webseiten sind schlichtweg keine wissenschaftlichen Publikationen. Der Informationswert verschiedener Dokumentengattungen (Alltagsbeispiele: Werbematerial, Tagespresse, Fachzeitschriften, gedruckte Bücher, handschriftliche Tagebücher, Poesiealben) ist ziemlich unterschiedlich.
Viele Informationen im Web sind also unvollständig, unbelegt, argumentativ nicht lückenlos nachvollziehbar, überholt, falsch oder absichtsvoll (Werbung) wie die gesponserten Links. Gelegentlich werden Texte im World Wide Web sogar durch Hacker verfälscht, also ohne Einwilligung und gegen den Willen des Website-Inhabers.
Informationen können falsch sein, weil sie veraltet sind (Beispiel: eine Rechtsgrundlage wurde geändert, die Informationen aber nicht aktualisiert), oder Informationen werden vorsätzlich gefälscht (Zensur, Propaganda, ideologische Berichterstattung). Der Wert vieler Informationen nimmt mit der Zeit ab; viele Informationen haben nach wenigen Jahren kaum noch Aussagekraft. Auch entstehen immer wieder neue Fachgebiete.

### Flüchtigkeit des World Wide Web
Die Anzahl aller Webseiten wächst schneller als die Bandbreite, die Suchmaschinen zur Verfügung steht, diese Webseiten zu indexieren. 1999 indexierte die beste Suchmaschine bei einer Untersuchung nur etwa 16 % der Inhalte des World Wide Webs, alle untersuchten Suchmaschinen gemeinsam erreichten 42 %. Suchmaschinen legen sich eigene Datenbanken an, in denen sie Informationen (Zeichenfolgen als Stichwörter, Linktexte) der Webseiten ablegen, sie besitzen keinen inhaltlich erschlossenen Volltextindex der Webseiten. Gesucht wird also nicht im World Wide Web, sondern in den Datenbanken der Suchmaschinen. Da Webcrawler ständig das World Wide Web durchsuchen, wachsen die Datenbanken der Suchmaschinen ständig und verändern sich. Dieselben Anfragen können so an aufeinanderfolgenden Tagen unterschiedliche Ergebnisse liefern. Aufbau und Inhalt von vielen Webseiten werden oft geändert. Inhaltlich bedeutsame Webseiten sind daher nicht immer wiederauffindbar und eine genau gleiche Suche führt schlimmstenfalls ins Leere. Im World Wide Web nicht mehr vorhandene Webseiten können mit Glück in der Wayback-Machine aufgerufen werden. Die Halbwertszeit von Hyperlinks betrug 2002 etwa 55 Monate, die Lebenszeit eines Dokuments 2003 im WWW 2,5 Monate.

### Informationskompetenz
Über das World Wide Web können mehr Menschen denn je auf eine erhebliche Menge von Informationen zugreifen. Der schier unüberschaubare Umfang der auf diesem Wege zugänglichen Angebote macht es schwer, die Spreu vom Weizen zu trennen, das heißt, darin mit vertretbarem Aufwand hochwertige Informationen auszumachen (Informationskompetenz). Quellen müssen richtig bewertet werden.
Jemand, der sich mit einem Thema noch nicht auskennt, ist oft nicht in der Lage, Informationsfunde zu diesem Thema überhaupt richtig zu verstehen und einzuschätzen. Zum Beispiel konnten Anwender in einer Studie des US-amerikanischen Centers for Disease Control and Prevention die Ergebnisse einer Suche nach gesundheitlichen Fragen im World Wide Web nicht kritisch und zuverlässig beurteilen. Das heißt, die Bewertung von neu aufgefundenen Hinweisen setzt oft Fachkenntnisse voraus, die viele Menschen nicht haben.
Anhaltspunkt für höherwertige Informationen ist z. B. die Begutachtung durch einen Redakteur oder eine Überprüfung nach wissenschaftlichen Regeln (etwa durch doppelblindes Peer-Review).
Obwohl eine Vielzahl von Suchdiensten bereitsteht, um Informationen nachzuweisen, verwenden die meisten Internetnutzer nur wenige marktführende Suchmaschinen und Webverzeichnisse, die populärwissenschaftliche Webseiten genauso nachweisen und bewerten wie wissenschaftliche.

### Suchwerkzeuge
Nach dem Informationswissenschaftler Wolfgang G. Stock von der Heinrich-Heine-Universität Düsseldorf lassen sich Weltregionen digitaler Informationen unterscheiden: das Oberflächenweb und das Deep Web.
- Im Oberflächenweb kann man mit den Suchwerkzeugen Suchmaschine, Webkatalog, Metasuchmaschine und Webportal recherchieren,
- im Deep Web kann man in Datenbanken und bei Hosts recherchieren.

Unter Querweltein-Ergänzungen versteht Stock Links vom Oberflächenweb ins Deep-Web (z. B. Brückenseiten) oder umgekehrt. Hybrid-Systeme sind Suchwerkzeuge, die quer durch die Internetwelten Recherchen anbieten.

#### Hochwertige Quellen durch Fachinformationszentren
In Deutschland sind Fachinformationszentren mit staatlicher und privater Förderung mit der Aufgabe betraut, in ihrem jeweiligen Fachgebiet unter redaktionellem Einsatz Literatur zu sammeln, aufzubereiten, zu klassifizieren und im World Wide Web in Datenbanken und spezialisierten Suchmaschinen als Quellen mit gesicherter Information bereitzustellen.
Beispiele:
- WTI-Frankfurt eG, Frankfurt Main. Die WTI-Frankfurt eG ist hervorgegangen aus dem staatlich geförderten FIZ-Technik. Basis der heutigen Angebotspalette bleibt die Bereitstellung ausgewerteter Fachliteratur.
- FIZ Chemie, Berlin
- FIZ Karlsruhe
- Technische Informationsbibliothek,  Hannover

### Weitere Probleme von Suchmaschinen
Von der Veröffentlichung einer Webseite bis zur Aufnahme in den Suchmaschinenindex können Wochen bis Monate vergehen. Aktuell im World Wide Web bereitgestellte Dokumente können Suchmaschinen nicht sofort nachweisen. Zudem gibt es für neue Webseiten kein sinnvolles Ranking. Auch technische Manipulationen (Suchmaschinenoptimierung, Suchmaschinen-Spam, Linkfarm) und erkaufte Platzierungen beeinflussen die Sortierung der Ergebnislisten (Page-Rank). Aufgrund dieser vielen Einflüsse ist die Sortierung kaum nachvollziehbar. Dennoch werden gute Suchergebnispositionen als Relevanzindiz wahrgenommen und selten bewusst hinterfragt. Die Neutralität von Suchergebnissen wird deshalb selten hinterfragt.

### Recherchedienstleister
- Information-Broker, Recherchedienstleister, führen professionelle Internetrecherchen durch und benutzen meist kostenpflichtige Quellen.
- Neben kommerziellen Recherchediensten gibt es auch mehrere Webseiten, bei denen Privatleute Fragen zu verschiedenen Themen beantworten, beispielsweise Meta-re-search.
- Bibliotheken übernehmen Rechercheaufträge.

## Weitere Formen
Auch Detektive bzw. Detekteien führen Nachforschungen an. Die Polizei führt kriminalistische Untersuchungen durch und Geheimdienste spionieren. Dabei werden unter anderem auch illegale Methoden wie das Abhören eingesetzt. Personaldienstleister setzen die Recherche (Research) zur Personalgewinnung ein. Marktforschungsinstitute untersuchen Konsumenten und Märkte, andere Recherchedienste haben sich beispielsweise auf die Patentrecherche spezialisiert.
In der Schule zählt die Recherche meist zu den Arbeitsformen der Freiarbeit. Zu einem Arbeitsvorhaben wird von den Schülern eine Recherche durchgeführt.
Systematische Analysen von Informationen über die finanzielle Situation von Personen, Unternehmen, Finanzprodukten oder Märkten im Allgemeinen werden im Deutschen als Finanzanalysen bezeichnet, im Fachjargon als Research.